# Sgùrr nan Ceathreamhnan
Der Sgùrr nan Ceathreamhnan ist ein 1.151 m (3.776 ft) hoher, als Munro und Marilyn eingestufter Berg in Schottland. Sein gälischer Name kann in etwa mit Bergspitze der Viertel übersetzt werden. Der Berg liegt in der weitläufigen und einsamen Berglandschaft, die sich in der Council Area Highland zwischen dem Glen Affric und Loch Mullardoch erstreckt, etwa 30 Kilometer östlich von Kyle of Lochalsh und knapp 30 Kilometer südwestlich von Cannich. In der Liste der höchsten schottischen Berge liegt der Sgùrr nan Ceathreamhnan auf Platz 22.
Mit seinem Doppelgipfel ist der Sgùrr nan Ceathreamhnan in der einsamen Bergwelt rund um das westliche Ende von Glen Affric einer der markantesten Berge, der durch seine Lage vom Tal aus scheinbar alle umliegenden Gipfel überragt, auch die etwas höheren, jedoch etwas zurückgesetzt liegenden Mam Sodhail und Càrn Eighe. Er liegt auf der Wasserscheide zwischen Nordsee und Schottischer See. Neben dem durch einen Cairn markierten Hauptgipfel als höchsten Punkt besitzt der Sgùrr nan Ceathreamhnan noch den 1.143 m (3.750 ft) hohen Westgipfel, ebenfalls mit Cairn, beide sind durch einen kurzen, schmalen und felsigen Grat mit ausgesetzten Stellen verbunden. Vom überwiegend durch steile Felspartien und Geröll geprägten Gipfelbereich gehen insgesamt fünf Grate aus, die zu benachbarten Munros sowie zu weiteren Vor- und Nebengipfeln des komplexen Massivs führen. Der Ostgrat geht vom Hauptgipfel aus und führt über zwei Vorgipfel, den 941 m (3.087 ft) hohen Stob Coire nan Dearcag und den 915 m (3.002 ft) hohen Stob Coire na Cloiche zum An Socach, der mit seinen 921 m (3.022 ft) m Höhe als eigenständiger Munro gelistet wird. Ein weiterer Grat läuft vom Hauptgipfel nach Nordosten und führt über den 967 m (3.173 ft) hohen Vorgipfel Càrn na Con Dhu zum 982 m (3.222 ft) hohen Mullach na Dheiragain, ebenfalls ein Munro. Beide Grate umfassen das Coire nan Dearcag. Die übrigen Grate gehen vom Westgipfel des Sgùrr nan Ceathreamhnan aus. Der vergleichsweise kurze Südgrat endet im 910 m (2.986 ft) hohen Vorgipfel Beinn an t-Socaich, gemeinsam mit dem Ostgrat umfasst er das breite Coire Allt an Tuirc, das bis zum Talboden von Glen Affric in Höhe der Jugendherberge Alltbeithe führt. Zwei weitere Grate führen vom Westgipfel nach Norden und Nordwesten. Der Nordgrat führt mit einer Länge von etwa 3,5 km über mehrere Nebengipfel, den 1.075 m (3.527 ft) hohen Stùc Bheag und den 1.041 m (3.415 ft) hohen Stùc Mòr sowie den 918 m (3.012 ft) hohen Stùc Fraoch-Choire allmählich absinkend bis zum 856 m (2.808 ft) hohen Creag Ghlas. Der deutlich kürzere Nordwestgrat endet im 999 m (3.278 ft) hohen Creag nan Clachan Geala oberhalb des Gleann Gaorsaic. Dieses durch eine niedrige Wasserscheide mit dem Glen Affric verbundene Tal trennt das Massiv des Sgùrr nan Ceathreamhnan von der südwestlich benachbarten Bergwelt von Kintail. 

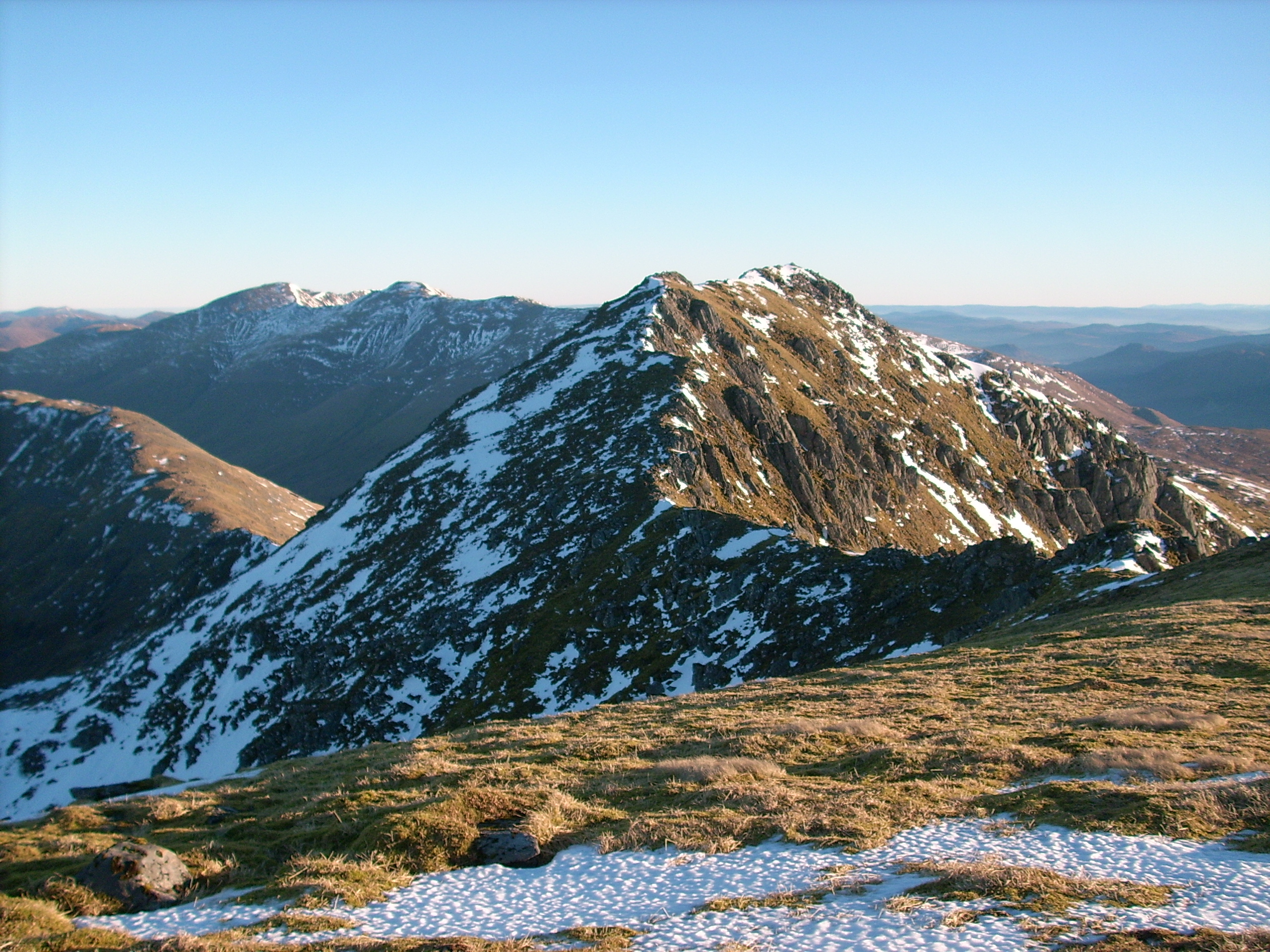
Blick vom Hauptgipfel des Sgùrr nan Ceathreamhnan zum Westgipfel
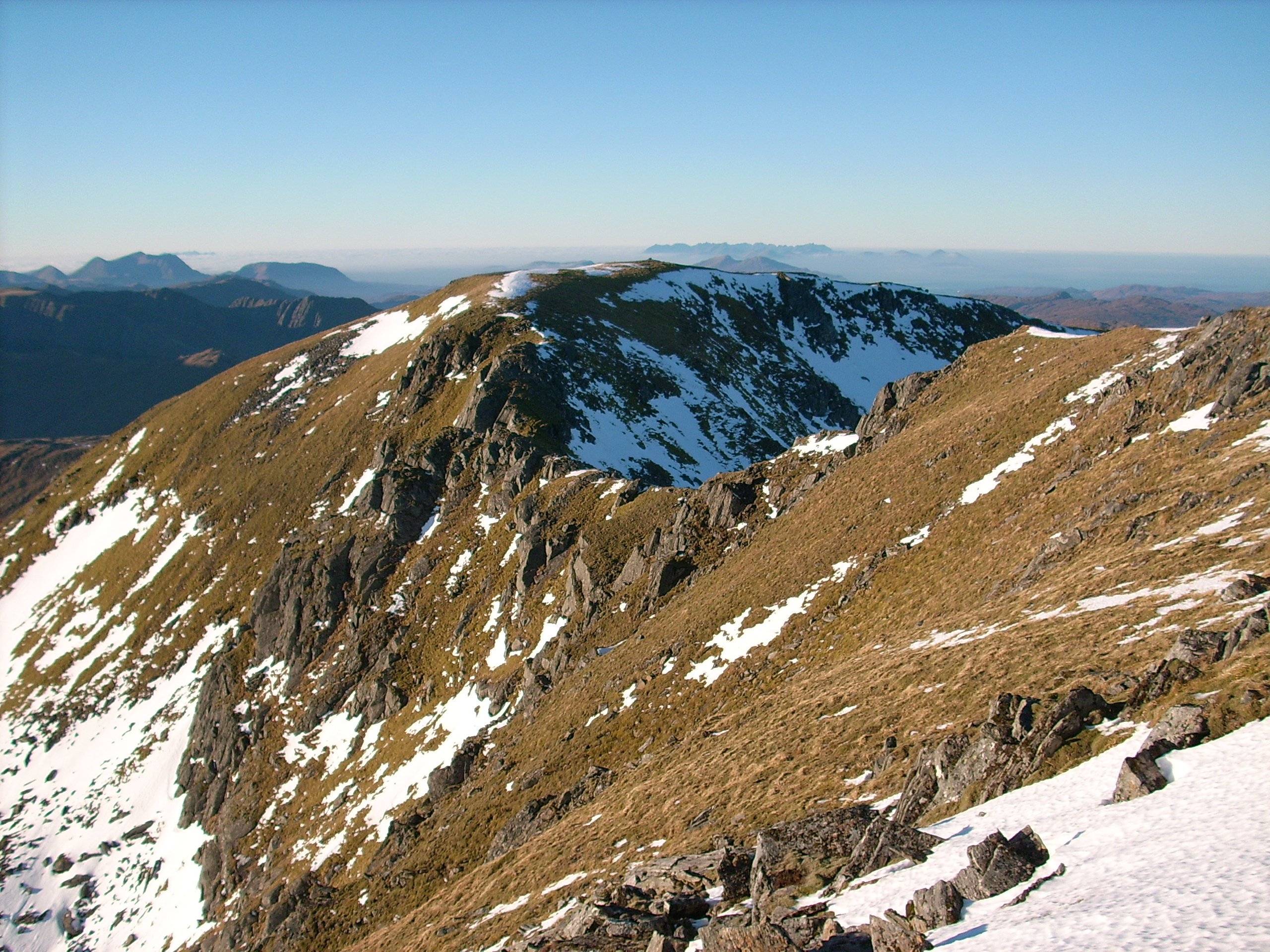
Blick vom Westgipfel zum Hauptgipfel des Sgùrr nan Ceathreamhnan
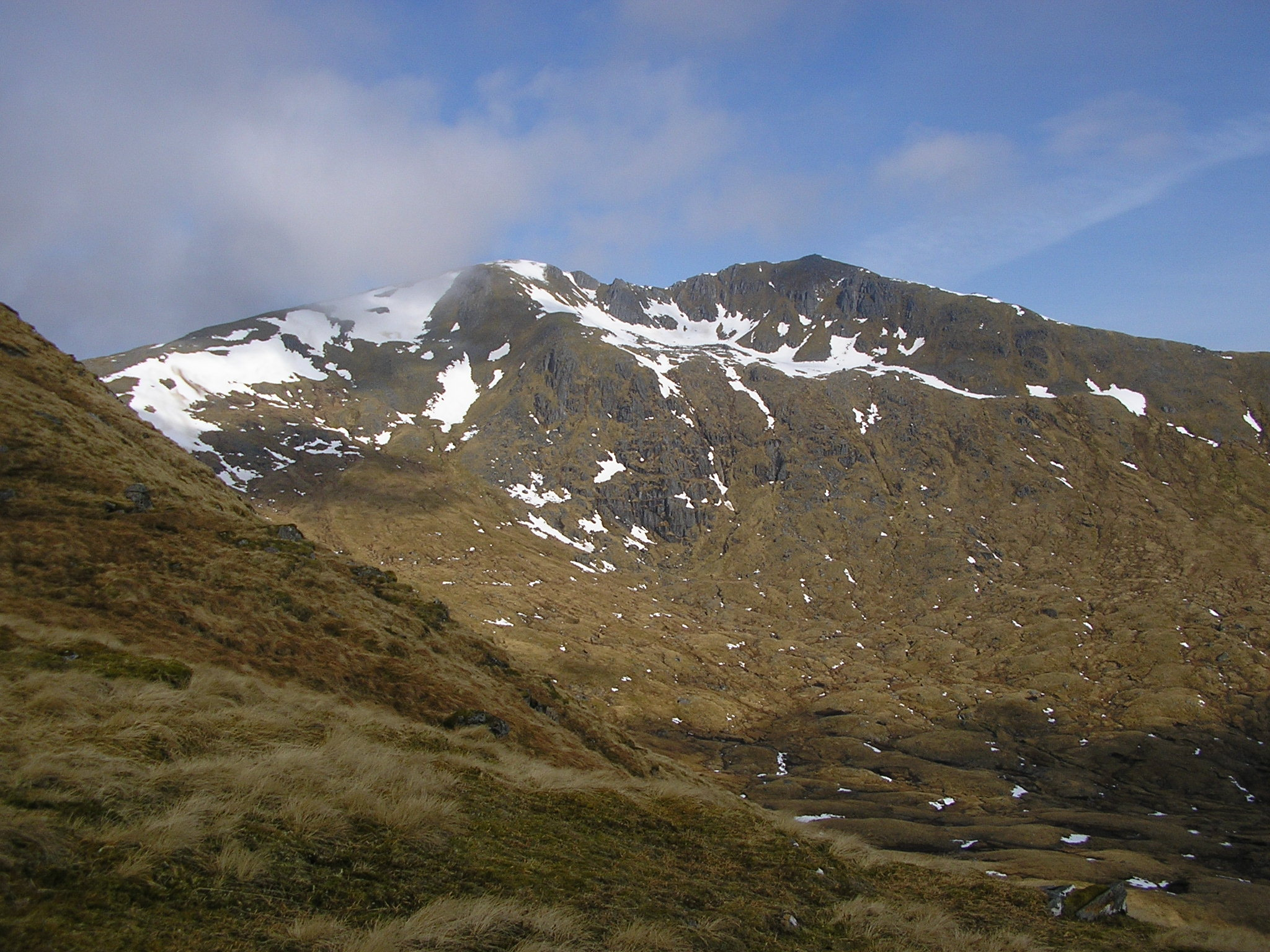
Blick von Süden aus dem Glen Affric in der Nähe der Jugendherberge Alltbeithe auf die Südflanke des Sgùrr nan Ceathreamhnan
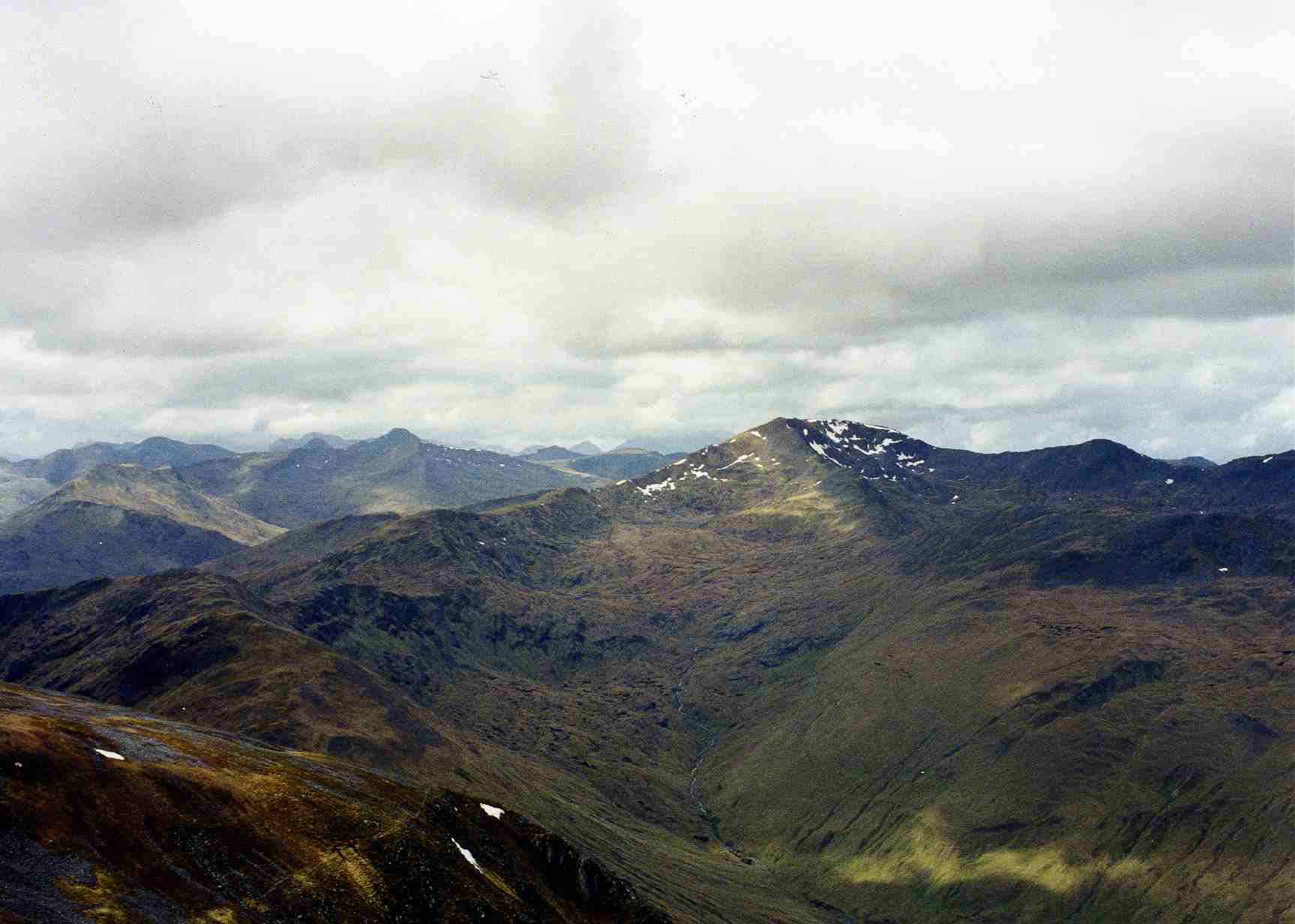
Blick vom nordöstlich benachbarten Mam Sodhail zum Sgùrr nan Ceathreamhnan

Eine Besteigung des Sgùrr nan Ceathreamhnan erfordert aufgrund seiner Lage weit abseits öffentlicher Straßen lange Anmarschwege. Meistgenutzter Ausgangspunkt ist die am Fuß des Berges einsam im Glen Affric gelegene Jugendherberge Alltbeithe, die ausschließlich zu Fuß oder per Mountainbike erreicht werden kann. Von Alltbeithe gibt es mehrere Anstiegsmöglichkeiten, so über den Südgrat zum Westgipfel und weiter zum Hauptgipfel, oder durch das Coire na Cloiche zum Ostgrat in Höhe des Stob Coire na Cloiche und weiter zum Hauptgipfel. Viele Munro-Bagger kombinieren den Sgùrr nan Ceathreamhnan mit einer Besteigung der benachbarten Munros Mullach na Dheiragain und An Socach. Deutlich länger ist der Zustieg zum Sgùrr nan Ceathreamhnan aus anderen Richtungen, so etwa durch das Glen Elchaig. Ein möglicher Ausgangspunkt ist die kleine Ansiedlung Killilan am Beginn von Glen Elchaig, die von Dornie am Ufer von Loch Duich über eine Straße entlang des Nordufers von Loch Long erreicht werden kann.